# António Feijó
António Feijó (ur. 1859, zm. 1917) – poeta portugalski.

## Życiorys
António de Castro Feijó urodził się 1 czerwca 1859 roku w Ponte de Lima. Ukończył liceum w Bradze, a następnie w 1883 uzyskał dyplom z prawa na Uniwersytecie w Coimbrze. W czasie studiów współredagował czasopismo Revista Científica e Literária. W 1886 wstąpił do służby dyplomatycznej. Początkowo został oddelegowany do Brazylii, potem do Szwecji. W 1900 ożenił się ze Szwedką Marią Luísą Carmen Mercedes Joaną Lewin, która zmarła przedwcześnie. Śmierć ukochanej żony negatywnie wpłynęła na usposobienie poety. António Feijó zmarł w Sztokholmie 20 czerwca 1917.

## Twórczość
António Feijó był przedstawicielem parnasizmu. Jego liryka ewoluowała od ironii do typowo portugalskiej tęsknoty (saudade). Opublikował tomiki Transfigurações (1862), Líricas e Bucólicas (1884), Ilha dos Amores (1897), Bailatas (1907), Sol de Inverno (1922), Novas Bailatas (1926). Wydał też Cancioneiro Chinês (1890), antologię poezji chińskiej, którą da się porównać do Fletni chińskiej Leopolda Staffa). Publikacja ta, oparta na tłumaczeniu francuskim Judith Gautier, stała się punktem wyjściu dla angielskiego wyboru wierszy Li Baia, dokonanego przez Jordana Herberta Stablera.